# Let It Ride
Let It Ride es el segundo álbum de estudio de la cantautora estadounidense Chi Coltrane. Fue publicado en enero de 1974 a través de Columbia Records.

## Canciones
Let It Ride constaba de diez canciones. Nueve de las diez canciones fueron compuestas por Coltrane. «Hallelujah», la canción de apertura, fue escrita por Gary Zekley, Mitchell Bottler y Roberta Twain. El crítico de AllMusic Charles Donovan indicó que “su composición estaba tomando giros nuevos e interesantes”. Él señaló que «Let It Ride» “comienza como una balada bastante rutinaria, solo para transformarse en una obra maestra indómita y angustiada, que recuerda al mejor trabajo de Laura Nyro”. Donovan encontró «Short'nin' Bread» como “la única vez que la indudable experiencia de Coltrane es potencialmente aburrida”, aunque señaló que “cuando el único defecto que se le puede encontrar a un artista es su propio virtuosismo, no tiene mucho sentido encontrarlo”. Cash Box describió «Myself to You» como “una balada tierna y evocadora que bien merece ser escuchada varias veces, aunque sólo sea por la letra”. Donovan calificó «Forget Love» como “una composición gélida y sofisticada con un acompañamiento de piano inteligente, casi germánico”.

## Relanzamientos
En 2017, BGO Records reeditó el álbum por primera vez en CD junto con los álbumes Chi Coltrane (1972) y Silk & Steel (1981).

## Recepción de la crítica
Un escritor no especificado de la revista Cash Box declaró: “[Let It Ride] presenta una gran cantidad de excelente material original y una idea de su consumada habilidad como productora y arreglista. Una intérprete en vivo muy impactante, ella ha puesto la esencia de su alma en estas diez composiciones y el producto resultante es fantástico”. Un escritor no especificado de Billboard indicó que “Las cuerdas y los instrumentos de viento de Paul Buckmaster son una ventaja, al igual que los potentes gráficos monocromáticos del álbum, una buena ayuda para los distribuidores que debería dar resultados en el estante”.

## Lista de canciones
Todas las canciones escritas y compuestas por Chi Coltrane, excepto donde esta anotado. 
Lado uno
1. «Hallelujah» (Gary Zekley, Mitchell Bottler, Roberta Twain) – 4:16
2. «Let It Ride» – 4:42
3. «Short'nin' Bread» – 4:46
4. «Different Ways» – 3:12
5. «Fly-Away Bluebird» – 2:56

Lado dos
1. «Who Ever Told You» – 3:44
2. «Myself to You» – 3:20
3. «It's Not Easy» – 2:42
4. «Feather My Bed» – 1:37
5. «Forget Love» – 5:49

## Créditos y personal
Créditos adaptados desde las notas de álbum de Let It Ride.
Músicos
- Chi Coltrane – piano, sintetizador, percusión, voz principal y coros
- Jim Gordon – batería
- Jim Keltner – batería
- Barry de Souza – batería
- Steve Parsons – batería
- Chris Karen – batería
- Larry Knechtel – bajo eléctrico
- Emory Gordy – bajo eléctrico
- Klaus Voorman – bajo eléctrico
- Joe Puerta – bajo eléctrico
- Mark Cipola – bajo eléctrico
- Chris Lawrence – bajo eléctrico
- John Gustasson – bajo eléctrico
- Paul Buckmaster – sintetizador
- Bobbye Hall – conga, pandereta
- Larry Byron – guitarra
- Ben Benay – guitarra
- Lee Ritenour – guitarra
- Allen Estes – pandereta
- Paul Essard – clarinete
- Merry Clayton – coros
- Clydie King – coros
- Stephanie Spruill – coros

Personal técnico
- Chi Coltrane – productor, arreglos
- Roy Halee – mezclas
- Charlie Dreyer – ingeniero de audio
- Ted Sharp – ingeniero de audio
- Tim Fulford-Brown – fotografía de portada
- [Sam] Emerson and [Anthony] Loew – fotografía de contraportada
- Anne Garner – diseño de portada

## Posicionamiento
| Gráfica (1974)                           | Pico de posición |
| ---------------------------------------- | ---------------- |
| Estados Unidos (Cash Box Top 175 Albums) | 173              |